# Xylocopa aestuans
Xylocopa aestuans is een vliesvleugelig insect uit de familie van de bijen en hommels (Apidae). De wetenschappelijke naam is gepubliceerd in 1758 door Linnaeus in de tiende editie van Systema naturae.